# Jungfernbrücke
Jungfernbrücke er en bro i bydelen Mitte i Berlin, og den ældste bevarede bro i byen. Broen går over kanalen Schleusengraben, en sidekanal til Spree, og forbinder gaderne Friedrichsgracht og Oberwasserstraße.
Broen blev sandsynligvis bygget i 1701, og navnet Jungfernbrücke er kendt fra 1748. I 1798 blev broen erstattet af en bro i træ og jern.